# Днико (озеро)
Днико — озеро в Лёховской волости Невельского района Псковской области, на крайней восточной оконечности района. По восточному и южному берегам проходит граница с Усвятским районом, по северному и западному — с Великолукским районом.
Площадь — 5,0 км² (500 га, с островами — 5,07 км² или 507 га). Максимальная глубина — 9 м, средняя глубина — 5 м.
На берегу озера расположены деревня Днико.
Проточное. Относится к бассейну реки Рытовица, притока реки Ловать.
Тип озера лещово-судачий. Массовые виды рыб: щука, окунь, плотва, лещ, красноперка, судак (полностью истреблен), язь, густера, пескарь, щиповка, верховка, уклея, линь, сом, налим, вьюн, карась, карп (возможно); широкопалый рак.
Для озера характерны песчано-илистое дно, камни, песок с галькой.